# Bimota YB10
La Bimota YB10 è una motocicletta costruita dalla casa motociclistica italiana Bimota dal 1991 al 1994.

## Descrizione
Presentata al Salone di Parigi del 1990, la YB10 montava un motore a quattro cilindri in linea a quattro tempi da 1002 cm³ alimentato da quattro carburatori Mikuni da 38 mm di diametro, derivato direttamente da quello montato sulla Yamaha FZR 1000, e attraverso un accordo di fornitura tra il costruttore italiano e quello nipponico. Dotata di raffreddamento a liquido, sviluppava 145 cavalli a 10000 giri/min e una coppia di 11 mkg a 8500 giri/min ed era accoppiato ad un cambio a cinque rapporti.
Questo motore era dotato della cosiddetta valvola Exup, che consentiva di variare e modulare i flussi dei gas di scarico per migliorare l'erogazione della coppia.
Il telaio, identico a quello montato su YB6 e YB8 con il motore che svolge anche funzione portante, è circondato da un telaio perimetrale in alluminio la cui costruzione è identica a quella della Bimota YB8 e YB6. 
La frenata è assicurata da un sistema fornito dalla Brembo, grazie a due dischi da 320 mm di diametro all'anteriore morsi da pinze radiali a quattro pistoncini e un disco da 240 mm di diametro al posteriore coadiuvato da una pinza a doppio pistoncino. Sia la forcella telescopica rovesciata da 40 mm all'avantreno che il monoammortizzatore al retrotreno sono della Marzocchi. I cerchi a tre razze in alluminio sono della Oscam. Anche il forcellone è realizzato in alluminio.
Nel 1992 venne introdotta una nuova versione, la YB10 Biposto, che offriva in più una seconda sella per il trasporto di un eventuale passeggero.